# 張遇 (成化進士)
張遇（1445年—1518年），字逢道，號蔡川，河南項城縣人。明朝政治人物，成化甲辰進士，官至戶部右侍郎。

## 生平
成化十六年（1480年）庚子科河南鄉試舉人，二十年（1484年）甲辰科進士。初授山西潞城知縣，召為南京監察御史，歷官湖廣按察司副使、浙江按察使、山東布政使，轉順天府府尹。升工部右侍郎，主管易州山廠。為官庸碌貪腐，被御史彈劾，詔令自陳，已而留用。改戶部右侍郎提督倉場，未即任乞致仕。正德十三年（1518年）卒，享年七十四。。